# Thomas Debarre
 (février 2025).
Motif : Absence de source secondaire centrée d'envergure nationale. Le palmarès ne suffit pas, cf. Discussion:Jean Michel (joueur de go)/Admissibilité
- Archive Wikiwix
- Bing
- Cairn
- DuckDuckGo
- E. Universalis
- Gallica
- Google
- G. Books
- G. News
- G. Scholar
- Persée
- Qwant
- (zh) Baidu
- (ru) Yandex
- (wd) trouver des œuvres sur Wikidata

| 1. | Préciser le motif de la pose du bandeau. | Précisez le motif de la pose du bandeau en utilisant la syntaxe suivante : {{admissibilité à vérifier\|date=mai 2025\|motif=remplacez ce texte par le motif}}                       |
| 2. | Informer les utilisateurs concernés.     | Pensez à avertir le créateur de l'article, par exemple, en insérant le code ci-dessous sur sa page de discussion : {{subst:avertissement admissibilité à vérifier\|Thomas Debarre}} |

Thomas Debarre est un joueur de go français, huit fois champion de France de go et détenteur actuel du titre (2023).
Thomas Debarre est aussi détenteur d'un doctorat en traitement du signal obtenu en 2022 à l'École polytechnique fédérale de Lausanne sous la direction de Michael Unser (en) et Julien Fageot.

## Titres
- Champion de France amateurs : 2010, 2011, 2012, 2013, 2018, 2021, 2022 et 2023[1].

- Championnat d'Europe :
  - individuel : vice-champion en 2024[2];
  - par équipe : 1er à plusieurs éditions dont celle de 2024[2].

- Championnat du monde amateur : plusieurs participations entre 2009 et 2022, meilleure performance en 2022[3].